# Hochfeiler
Der Hochfeiler (italienisch: Gran Pilastro) ist mit einer Höhe von 3509 m ü. A. der höchste Berg der Zillertaler Alpen, einer Gebirgsgruppe der Ostalpen. Sein Gipfel liegt genau auf dem Hauptkamm dieser Berggruppe und markiert einen Punkt im Verlauf der Staatsgrenze zwischen dem österreichischen Bundesland Tirol und der italienischen Provinz Südtirol. Auf dem Gipfel befindet sich ein im Sommer 2021 erneuertes Gipfelkreuz. Nach Osten, Norden und Südwesten sendet er ausgeprägte Grate. Die Nordseite ist im gesamten Bereich vergletschert und bildet eine markante, bis 60° geneigte, 300 Meter hohe Eiswand. Durch die Klimaveränderung seit 1850 schmilzt die Eis- und Firnauflage, wie überall in den Alpen, kontinuierlich ab.
Die „Hochfeiler-Eiswand“ ist eine der bekanntesten Touren des klassischen Alpinismus. Zuerst bestiegen wurde der Berg am 24. Juli 1865 durch den österreichischen Alpinisten und Mitbegründer des Österreichischen Alpenvereins, Paul Grohmann, und die Bergführer Georg Samer aus Breitlahner, Josele Steinklauber aus Finkenberg im Zillertal und Peter Fuchs aus Sankt Jakob in Pfitsch.  Weitere Besteigungen folgten 1874 durch Moriz von Déchy aus Budapest, in Begleitung des Bergführers Hans Pinggera, sowie 1875 durch Victor Hecht und J. Mayrhofer. 1882 gelang einer fünfköpfigen Gruppe die erste Winterbesteigung. 1887 wurde die Nordwand von Franz Dyck und dem Zillertaler Bergführer Hans Hörhager erstdurchstiegen.

## Umgebung

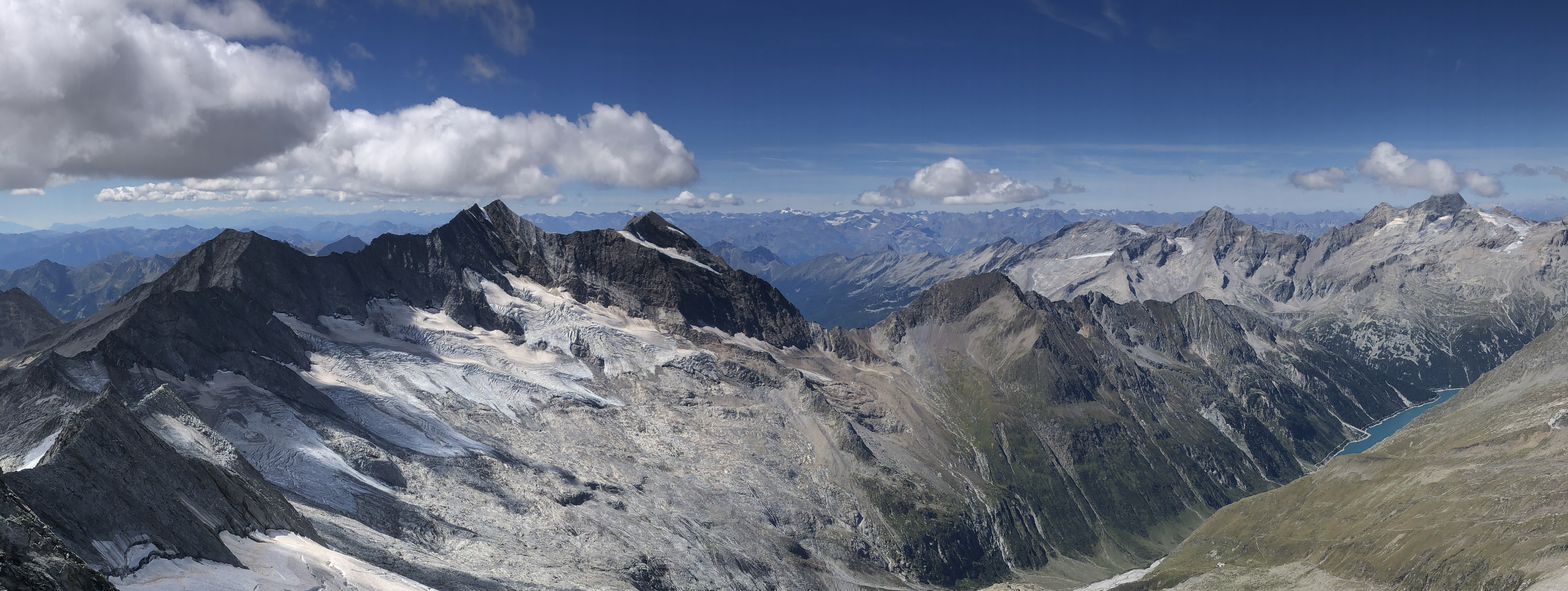
Breitnock (links vorn), Hoher Weißzint (links) Hochfeiler (links der Mitte), Hochfernerspitze (mittig), Griesscharte, Hochsteller (rechts der Mitte), Schrammacher (hinten rechtes), Fußstein, Olperer (rechts), davor Schlegeisgrund mit Schlegeiskees und Schlegeisspeicher, rechts mittig vorn das Furtschaglhaus

Der Berg ist von Gletschern umgeben. Im Norden und Osten erstreckt sich das Schlegeiskees, der größte Gletscher des Gebiets, bis hinauf zum Gipfel, im Süden liegt der Gliderferner und im Westen der Weißkarferner. Benachbarte Berge sind im Osten, im Verlauf des Ostgrats, der Hohe Weißzint mit einer Höhe von 3371 Metern und im Nordwesten die 3463 Meter hohe Hochfernerspitze. Die Hochfeiler-Nordwand fällt zum Schlegeisspeicher ab, seine Südwestflanke zum Pfitscher Tal. Benachbarte Siedlungen sind im Westen das in etwa 7 km Luftlinie liegende Stein im Pfitscher Tal sowie im Südosten das etwa 9 Kilometer entfernte Lappach im Mühlwalder Tal, einem Seitental des Tauferer Tals. Auf der Nordtirolerseite ist Ginzling im Zemmgrund das nächstgelegene Dorf.

## Geologie
Der Hochfeiler besteht, wie alle Dreitausender im Hauptkamm der Zillertaler Alpen, aus dem sehr massiven alpinen sogenannten Zentralgneis, der im oberen Bereich mit einer mächtigen, aus basischem Ergussgestein hervorgegangenen, Schieferauflage bedeckt ist, die sich hauptsächlich aus Grünschiefer zusammensetzt. Das führt zu einer in Gipfelnähe dieser Berge durch Verwitterung begründeten Steinschlaggefahr. Zwischen der Hochfeilerhütte und dem Gipfel verläuft ein Marmorzug in SW-NO Richtung. An Mineralien in der Schieferhülle des Hochfeilers sind Albit (oft in zentimetergroßen Stücken), Quarz und Chlorite zu erwähnen, sowie Biotit, Amphibole (Hornblende), Calcit und Epidot.

## Stützpunkte und Besteigung

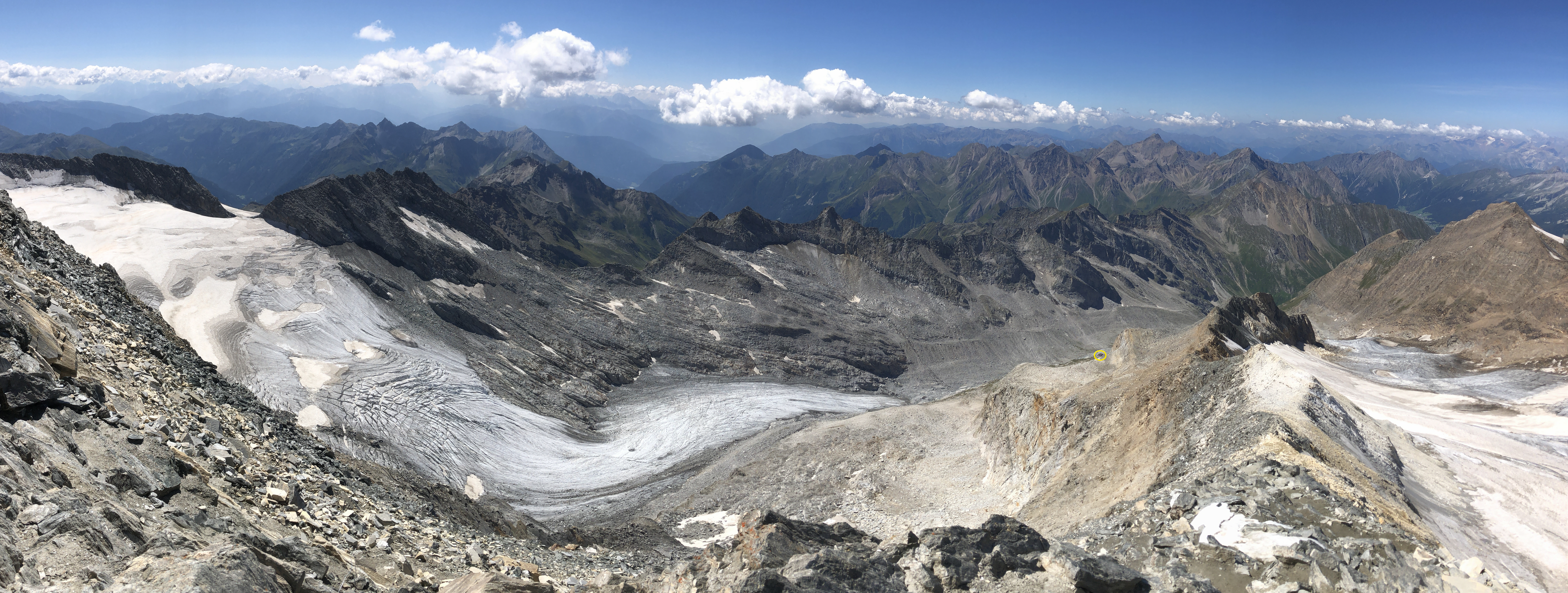
Normalweg auf den Hochfeiler über den Südwestgrat (rechts) zwischen dem Gliderferner (links) und dem Weißkarferner (ganz rechts), hinten mittig die Hochfeilerhütte (gelber Kreis), hinten rechts die Gliederscharfte

Der Weg der Erstbesteiger begann im Unterbergtal, einem nach Südosten abzweigenden Nebenast des Pfitscher Tals, oberhalb von Stein. Grohmann und seine Gefährten biwakierten in der Nacht zum 24. Juli 1865 in einer schlechten Hütte (Zitat Grohmann). Über den Gliderferner und den Südwestgrat erreichte man nach 3½ Stunden den Gipfel. Der heutige Normalweg, der leichteste Anstieg, führt von der Hochfeilerhütte, auf 2710 Metern Höhe gelegen, ebenfalls über den Südwestgrat in einer Gehzeit von etwa 2,5 Stunden zum im Jahr 2021 erneuerten Gipfelkreuz. Die Route führt fast durchgehend über Gehgelände, kurz nach der Hütte ist jedoch ein seilversicherter Steilaufschwung über felsiges Gelände zu überwinden und am Gipfelgrat sind alpine Erfahrung, Trittsicherheit und Schwindelfreiheit erforderlich, kurze Stellen weisen den Schwierigkeitsgrad UIAA I auf. Bei Schnee und Eis oder Nässe ist der Aufstieg anspruchsvoller, Steigeisen und Eispickel können dann erforderlich sein. Bei einem direkten Aufstieg aus dem Pfitscher Tal über den Südwestgrat kann der Weg etwas abgekürzt werden, die Hochfeilerhütte wird dann nicht passiert. Weitere lange Routen führen aus dem nördlich gelegenen Schlegeistal über die Rötenwand, und über den Ostgrat als kombinierte Klettertour Fels/Eis im Schwierigkeitsgrad UIAA IV. Die 300 Meter hohe bekannte Hochfeiler-Eiswand wird von Norden aus dem Schlegeistal begangen (Erstbesteigung: F. Dyck und Hans Hörhager, 1887).
Weitere Stützpunkte sind das Furtschaglhaus (2295 m) und die Edelrauthütte (2545 m).

## Name
Frühe Erwähnungen des Bergnamens sind beispielsweise um 1770 Hoch Feil spiz oder um 1840 Hochfeil=Spitze; um 1900 wird Hochfeiler die gebräuchlichste Form. Wie bei anderen Bergnamen mit dem Bestandteil Hoch- bezieht sich der zweite Teil auf tiefer liegendes Gelände. Die Faile (etwa „Fäule“) könnte auf moosige Lacken am Bergfuß Bezug nehmen oder auch auf das oben erwähnte verwitterte, „faule“ Gestein (siehe Faulkogel). Um eine Verballhornung von „Pfeiler“, wie die Italienisch-Übersetzer („pilastro“) offenbar annahmen, handelt es sich wohl nicht.